# 25-та армія (Третій Рейх)
25-та а́рмія (нім. 25. Armee) — польова армія Вермахту в роки Другої світової війни.

## Історія
Сформована 10 листопада 1944 на базі переформованого 88-го армійського корпусу, що одночасно був штабом Командуванням Вермахту «Нідерланди», а також армійської групи Клеффель. З 7 квітня 1945 офіційно мала назву "Фортеця «Голландія» (нім. Festung Holland).
З 10 листопада 1944 по 28 січня 1945 командувач армією одночасно був командувачем Командуванням Вермахту «Нідерланди».
Під час підготовки та проведення Арденнської операції (16 листопада — 16 грудня 1944), з метою введення противника в оману, 25-та армія мала назву 15-та армія. Водночас, дійсна 15-та армія була потай перегрупована з Нідерландів південніше в район Аахена де тимчасово діяла під умовною назвою армійської групи фон Мантейфеля.

## Райони бойових дій
- Нідерланди та Німеччина (листопад 1944 — травень 1945).

## Командування

### Командувачі
- генерал авіації Фрідріх Крістіансен (нім. Friedrich Christiansen) (10 листопада 1944 — 29 січня 1945);
- Генерал від інфантерії Гюнтер Блюментрітт (нім. Günther Blumentritt) (29 січня — 30 березня 1945);
- генерал кавалерії Філіпп Клеффель (нім. Philipp Kleffel) (30 березня — 8 травня 1945)

## Бойовий склад 25-ї армії
- 88-й армійський корпус (LXXXVIII.AK);
- 30-й армійський корпус (XXX.AK z.b.V.).

- 88-й армійський корпус (LXXXVIII.AK);
- Армійська група «Клеффель» (Armeeabteilung Kleffel (XXX. z.b.V.)).